# بيان طهران
بيان طهران المعروف أيضًا باسم الاتفاقية المشتركة بين رؤساء الدول في طهران هو البيان الذي توسط فيه الرئيس الإيراني أكبر هاشمي رفسنجاني، ووقعه يعقوب محمدوف بالنيابة عن رئيس أذربيجان مع رئيس أرمينيا ليفون تيربتروسيان بتاريخ 7 مايو 1992 بغرض القضاء على الأعمال العدوانية القائمة منذ أربع سنوات بين أرمينيا وأذربيجان بشأن منطقة ناجورنو كاراباخ وهي منطقة كانت تتمتع بحكم مستقل سابق في جمهورية أذربيجان الاشتراكية السوفيتية.